# گالبارس
گالبارس (به اسپانیایی: Galbarros) یک شهرستان در اسپانیا است.